# Бабак, Иван Ильич

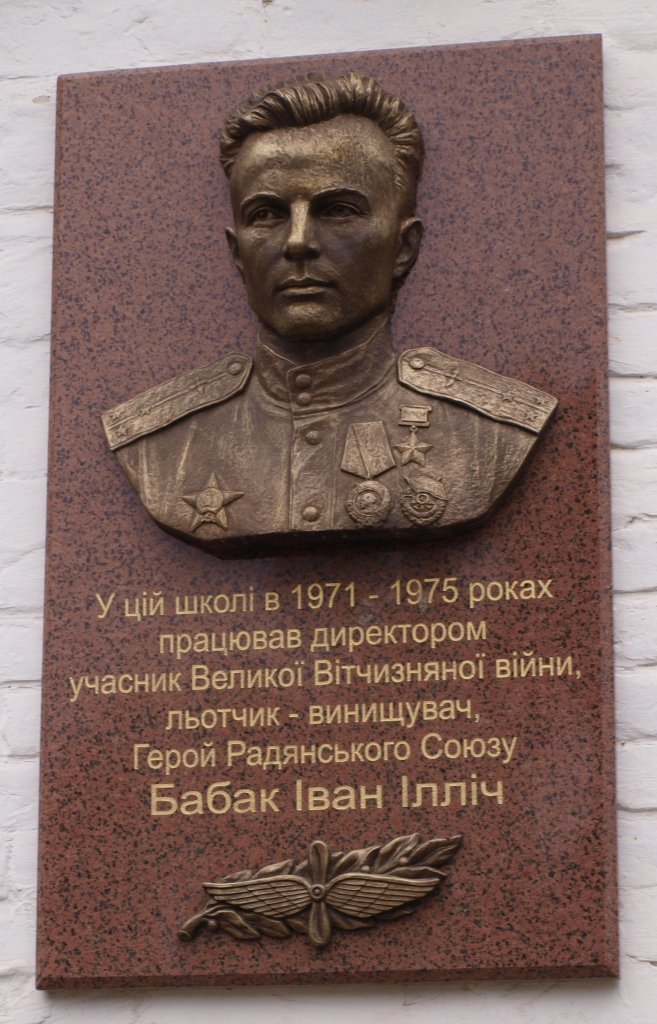
Мемориальная доска на здании школы № 7 в Полтаве

Ива́н Ильи́ч Баба́к (26 июля 1919, Алексеевка [ныне в Никопольском районе, Днепропетровская область] — 24 июня 2001, Полтава, Украина) — советский военный лётчик, участник Великой Отечественной войны, командир звена 100-го гвардейского истребительного авиационного полка 9-й гвардейской истребительной авиационной дивизии 8-й воздушной армии Южного фронта, гвардии младший лейтенант.
Герой Советского Союза (1.11.1943), капитан запаса с 1949 года.

## Биография
Родился 26 июля 1919 года в селе Алексеевка (ныне Никопольского района Днепропетровской области) в крестьянской семье. Украинец. Окончил Запорожский педагогический институт и аэроклуб. Работал учителем химии и биологии в Партизанской средней школе Приморского района Запорожской области.
В Красной армии с 1940 года. В 1942 году окончил Сталинградское военное авиационное училище. Член ВКП(б) с 1943 года.
На фронтах Великой Отечественной войны с мая 1942 года. Сержант И. И. Бабак принял боевое крещение в качестве лётчика 45-го истребительного авиационного полка 216-й смешанной авиационной дивизии (которые за отличия в боях на Кубани удостоенные звания гвардейских, и преобразованные в 100-й гвардейский истребительный авиаполк и в 9-ю гвардейскую истребительную авиадивизию соответственно), и летом 1942 года, в небе над Моздоком открыл боевой счёт, сбив вражеский «мессершмитт».
Командир звена 100-го гвардейского истребительного авиаполка (9-я гвардейская истребительная авиадивизия, 8-я воздушная армия, Южный фронт) гвардии младший лейтенант И. И. Бабак отличился в боях при прорыве обороны противника на реке Молочная и освобождении города Мариуполя, так 6 сентября 1943 года на «Аэрокобре» он меткой очередью разбил паровоз состава, на котором немцы в последний раз пытались вывезти в рейх мариупольских девушек, в благодарность мариупольцы собрали средства на истребитель «Мариуполь», который передали Бабаку. К сентябрю 1943 года он сбил лично 18 самолётов противника и 4 — в группе.
Указом Президиума Верховного Совета СССР от 1 ноября 1943 года за образцовое выполнение боевых заданий командования и проявленные мужество и героизм в боях с немецкими захватчиками, гвардии младшему лейтенанту Бабаку Ивану Ильичу присвоено звание Героя Советского Союза с вручением ордена Ленина и медали «Золотая Звезда» (№ 1132).
Всего лётчик-истребитель И. И. Бабак за время войны сбил лично 35 вражеских самолётов и 5 — в группе.
В феврале 1945 года старший лейтенант И. И. Бабак назначен командиром 16-го гвардейского истребительного авиаполка, которым ранее командовал А. И. Покрышкин.
Менее чем за два месяца до окончания войны, 16 марта 1945 года, при выполнении боевого задания И. И. Бабак был сбит огнём зенитной артиллерии противника и попал в плен, откуда был освобождён после Победы.
В память о своём друге лётчик полка Г. У. Дольников сделал на самолёте надписи: справа на месте богини Победы — «За Петю Гучка», слева — «За Ваню Бабака».
14 апреля 1945 года командир дивизии А. И. Покрышкин представил И. И. Бабака к званию дважды Героя Советского Союза. Но из-за нахождения в плену представление было не реализовано, и даже орденом после возвращения в полк 19 мая 1945 года его не наградили.
До 1947 года командовал 32-м гвардейским истребительным авиационным полком. В 1947 году окончил Высшие офицерские лётно-тактические курсы. С 1949 года капитан И. И. Бабак — в запасе, а затем в отставке. Вернулся к прерванной войной педагогической деятельности, работал учителем химии и директором школы № 7 в городе Полтаве (Украина). Умер 24 июня 2001 года.

## Награды
- Медаль «Золотая Звезда» Героя Советского Союза (№ 1132)
- Орден Ленина
- Два ордена Красного Знамени
- Орден Отечественной войны I степени
- Орден Красной Звезды
- Медали, в том числе:
  - Медаль «За трудовую доблесть»
  - Медаль «За победу над Германией в Великой Отечественной войне 1941—1945 гг.»
  - Юбилейная медаль «Двадцать лет Победы в Великой Отечественной войне 1941—1945 гг.»
  - Юбилейная медаль «Тридцать лет Победы в Великой Отечественной войне 1941—1945 гг.»
  - Юбилейная медаль «Сорок лет Победы в Великой Отечественной войне 1941—1945 гг.»
- Отличник народного образования

## Память
- Похоронен на Центральном кладбище в Полтаве.
- Имя Героя было присвоено пионерским отрядам школы № 28 в городе Полтаве, школам в Алексеевке и в посёлке Южный Багратионовского района Калининградской области.